# Thaya (Dolní Rakousy)
Thaya (česky Dyje) je městys v okrese Waidhofen an der Thaya v rakouské spolkové zemi Dolní Rakousy.

## Geografie
Thaya leží v severní části Waldviertelu (Lesní čtvrti) v Dolních Rakousích na toku Rakouské Dyje. Plocha území městysu je 43,34 km2 a 27,95 % plochy je zalesněno.

### Katastrální území
- Eggmanns
- Großgerharts
- Jarolden
- Niederedlitz
- Oberedlitz
- Peigarten
- Ranzles
- Schirnes
- Thaya

### Sousední obce
(Od severu ve směru hodinových ručiček.)
- Dobersberg – na severu
- Karlstein an der Thaya – na východě
- Waidhofen an der Thaya – na jihu
- Pfaffenschlag bei Waidhofen an der Thaya – na západě
- Gastern – na severozápadě

## Historie
O místě Thaya se poprvé hovoří v roce 1175. Zdejší oblast má stejně proměnlivé dějiny jako celé Rakousko. Mezi majetky hrabat z Raabsu zaujímala Thaya čelné místo. V roce 1294 byla obec povýšena na městys. Dřívější hřbitov kolem farního kostela byl v roce 1793 opuštěn. Dnešní hřbitov byl založen v roce 1787 a v roce 1894 rozšířen. V 19. století zde byl důležitým hospodářským odvětvím chov a prodej vepřů.
Katastrální území Großgerharts a Schirnes bylo poprvé v dokumentech zmíněno v roce 1112, Peigarten kolem roku 1200 a Eggmanns, Jarolden, Niederedlitz, Oberedlitz a Ranzles teprve v roce 1230.
Samota (místo) Hard východně od městysu Thaya (o níž je jako o obývaném místě první písemná zmínka z roku 1112 a poslední v roce 1369) platila za nejlépe zdokumentovanou samotu v Dolních Rakousích.

### Vývoj počtu obyvatel
- 1971 1755
- 1981 1548
- 1991 1424
- 2001 1468

## Politika
Starostou městysu je Eduard Köck a vedoucím kanceláře Alois Semper. V zastupitelstvu městyse je 19 křesel a po volbách konaných v roce 2010 byla rozdělena podle získaných mandátů:
- ÖVP 13
- SPÖ 4
- FPÖ 2

## Pamětihodnosti
- Zámek Peigarten – zámek o čtyřech křídlech je částečně ze středověkého zdiva, které bylo měněno od 16. do 17. století.
- Farní kostel Thaya – kostel svatého Petra a svatého Pavla je gotická stavba s románským jádrem. Obrazy křížové cesty v kostele byly roku 1889 převzaty z farního kostela v Unken. Dodnes dochované pohřební máry pocházejí z nemocničního kostela, postaveného v roce 1689. Obecní kaple v Niederedlitz, Jarolden a Großgerharts jsou barokními stavbami.
- Čtyři kilometry na východ jsou dvě bývalé osady Hard a Kleinhard, opuštěné v pozdním středověku. Obě místa byla objevena roku 1975 a byla při archeologických vykopávkách zdokumentována jako pusté obce v Rakousku. Získané předměty jsou zdokumentovány a vystaveny ve "Vlastivědném muzeu v Thaya". Panský dvůr se nachází tamtéž.[1]

## Hospodářství a infrastruktura
Nezemědělských pracovišť bylo v roce 2001 30. Zemědělských a lesnických pracovišť bylo v roce 1999 126. Počet výdělečně činných obyvatel v místě bydliště bylo při sčítání lidu v roce 2001 635, což činí 43,93 %.

## Osobnosti
- Franz Žak (1917–2004) – diecézní biskup v St. Pölten 1961–1991
- Leopold Schönbauer (1888–1963) – lékař a politik
- Ernst Hanisch (* 1940) * rakouský politik